# Anton Semlitsch
Anton Semlitsch [anton zémljič], slovenski čebelarski strokovnjak in strokovni pisatelj, * 7. januar 1807, Žiberci, † 13. januar 1885, Apače.
Oče mu je bil Jožef, mati mu je bila Ana (roj. Frankl).